# Millettia principis
Millettia principis är en ärtväxtart som beskrevs av François Gagnepain. Millettia principis ingår i släktet Millettia och familjen ärtväxter. Inga underarter finns listade i Catalogue of Life.